# لطفی (هیرمند)
لطفی، روستایی از توابع بخش میان‌کنگی شهرستان زابل در استان سیستان و بلوچستان ایران است.

## جمعیت
این روستا در دهستان مارگان قرار دارد و براساس سرشماری مرکز آمار ایران در سال ۱۳۸۵، جمعیت آن ۲۶۳ نفر (۴۳خانوار) بوده‌است.